# Prezidentské primárky ODS 2012

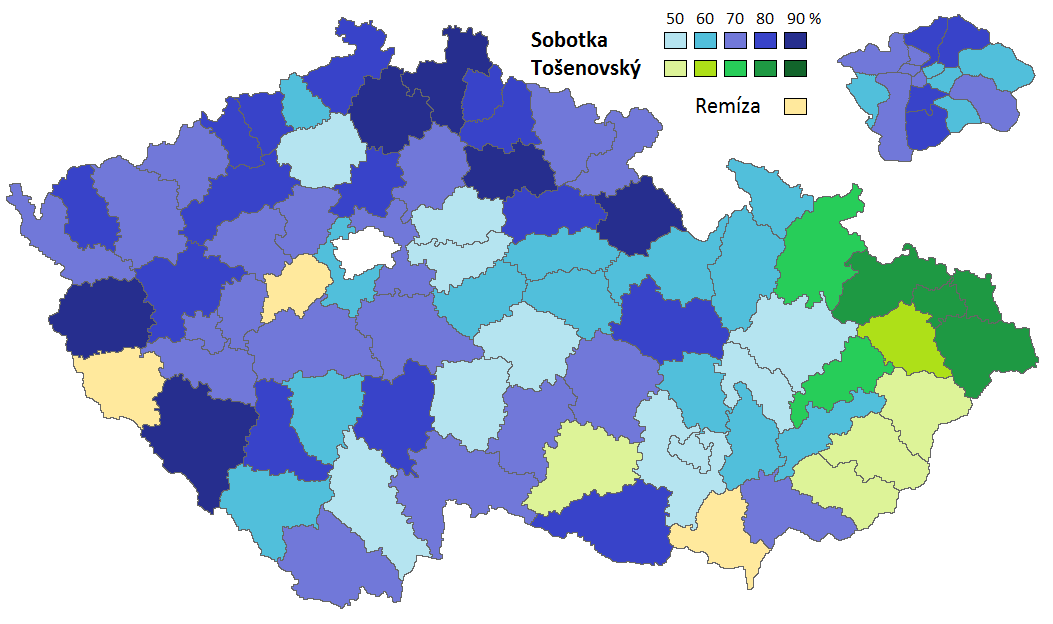
Výsledky primárek v jednotlivých okresech.

Prezidentské primárky ODS 2012 byly vnitrostranickou volbou kandidáta Občanské demokratické strany na prezidenta ČR. Šlo o historicky první (a dosud jediné české) prezidentské primárky ODS, v nichž měli hlasovací právo všichni členové strany. Jejich konání oznámil 19. března po jednání výkonné rady ODS předseda strany Petr Nečas a konaly se během devíti týdnů od 30. dubna do 28. června 2012. Nakonec z nich jako kandidát občanských demokratů pro prezidentské volby v roce 2013 vzešel Přemysl Sobotka.

## Hlasování
Hlasování se uskutečnila v devíti volebních regionech (zahrnují vždy jeden či dva kraje). Zúčastnit se ho mohli všichni straníci ODS, kteří se členy strany stali alespoň 60 dní před zahájením primárek. Kandidáti představovali své programy a priority na veřejných volebních shromážděních v oblastních sdruženích, kde se také uskutečňovala samotná volba. Nepřítomní členové ODS mohli ve stanoveném termínu hlasovat také v oblastních kancelářích strany. Hlasování bylo tajné a na jeho průběh dohlížela volební komise.

## Kandidáti
Kandidáty mohla nominovat regionální sdružení, výkonná rada či grémium ODS. Nominační proces začal 20. března a skončil 22. dubna. Kromě členů ODS mohl nominaci získat i nestraník, který zastává postoje blízké stranické politice a se stranou dlouhodobě spolupracuje. 23. dubna oznámil Petr Nečas, že v ODS půjdou do primárek dva kandidáti: Přemysl Sobotka a Evžen Tošenovský. Miroslava Němcová, o které se také diskutovalo, kandidaturu odřekla. Pořadová čísla kandidátů na volebních lístcích vylosuje týden před zahájením primárek výkonná rada.

### Galerie

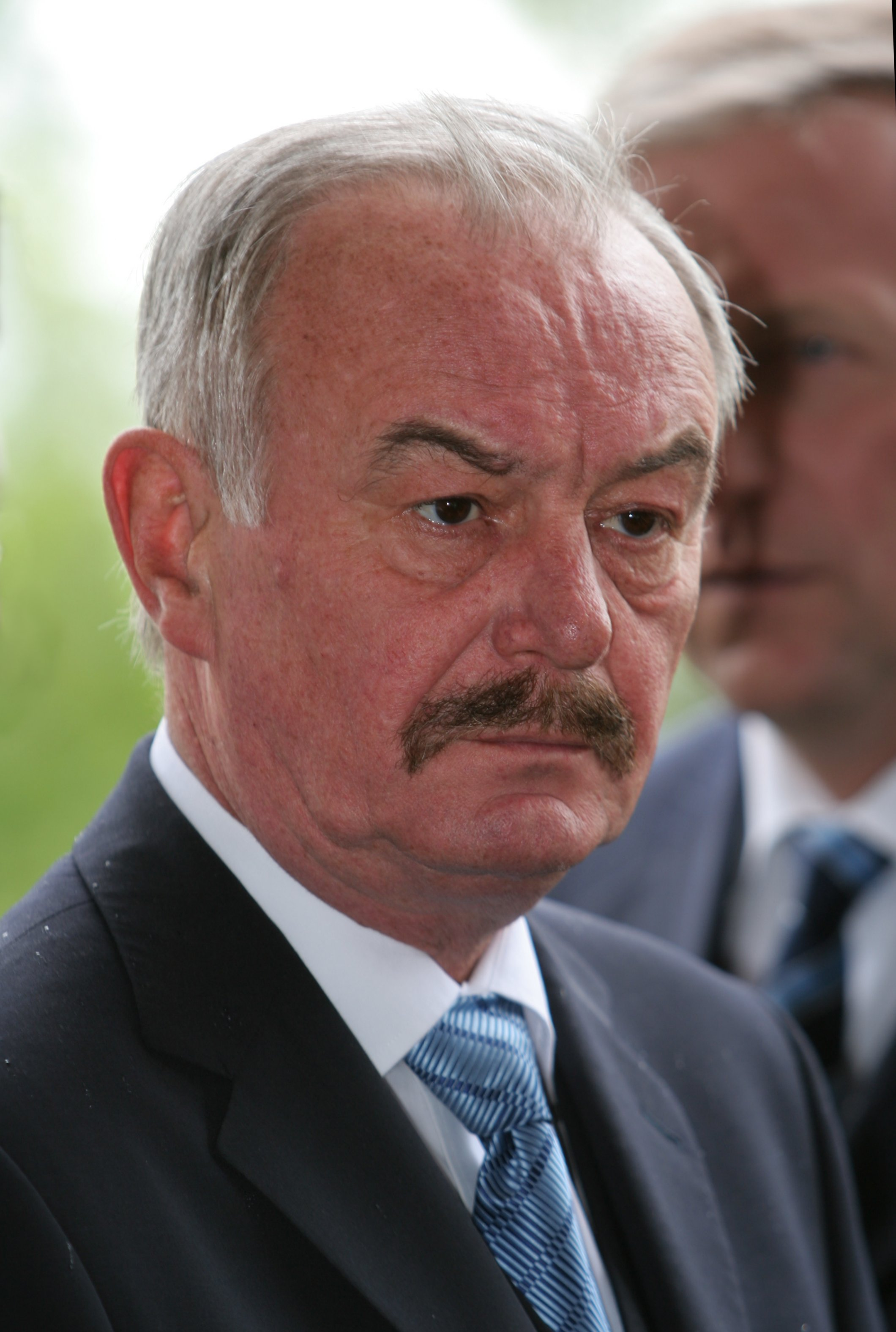
Přemysl Sobotka, místopředseda Senátu, člen ODS
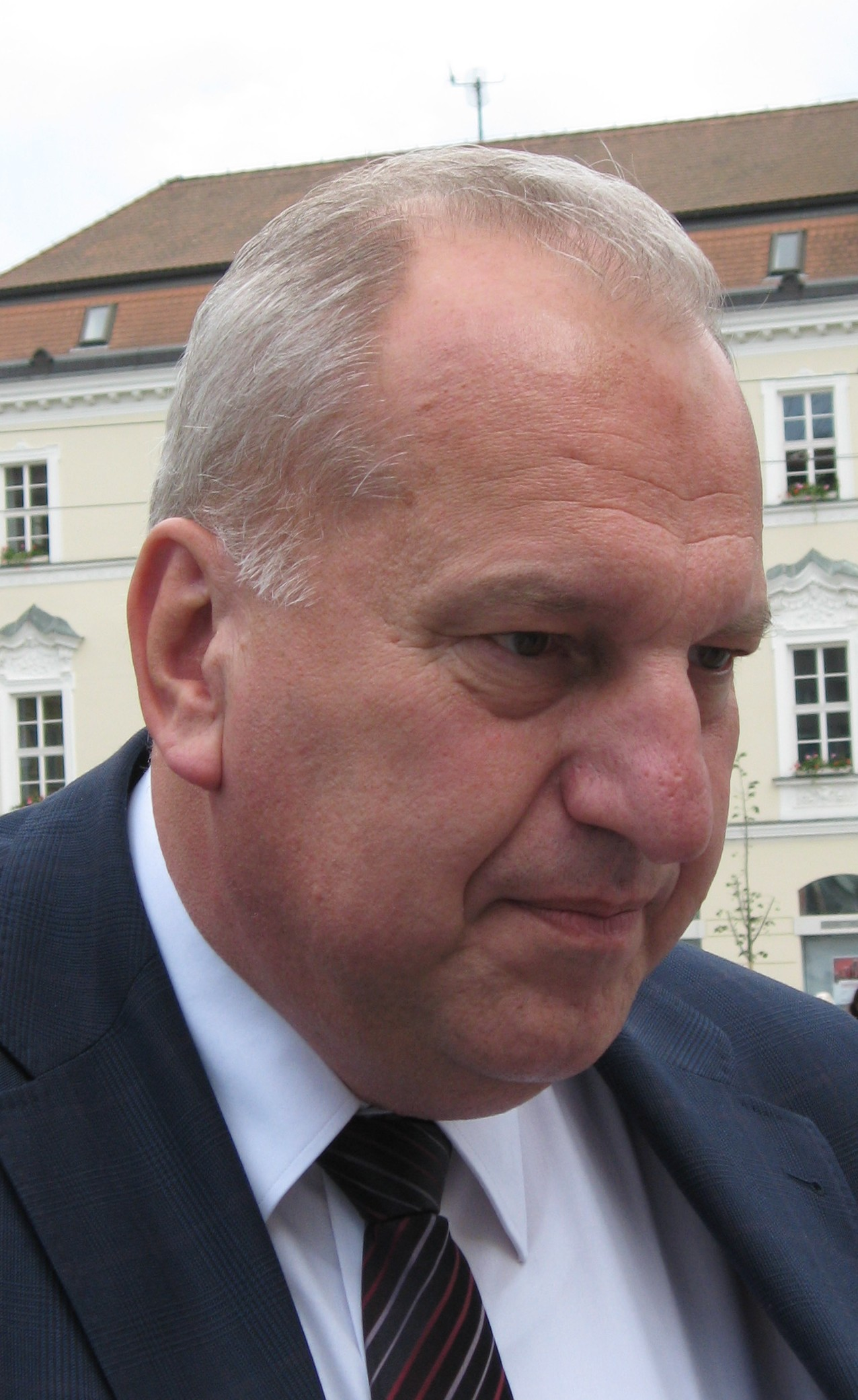
Evžen Tošenovský, poslanec Evropského parlamentu, člen ODS

## Výsledky

### Podle kandidátů
| Kandidát         | Hlasy | %   |
| ---------------- | ----- | --- |
| Přemysl Sobotka  | 3 771 | 61  |
| Evžen Tošenovský | 2 432 | 39  |
| Celkem           | 6 203 | 100 |

### Podle regionů
| Termín voleb                      | Volební region                               | Přemysl Sobotka | Přemysl Sobotka | Evžen Tošenovský | Evžen Tošenovský | Celkem      |
| --------------------------------- | -------------------------------------------- | --------------- | --------------- | ---------------- | ---------------- | ----------- |
| 1. týden, 30. dubna – 5. května   | „Východ“ (Královéhradecký a Pardubický kraj) | 74,13 %         | 404 hlasů       | 25,87 %          | 141 hlasů        | 545 hlasů   |
| 2. týden, 7. května – 12. května  | „Střed“ (Olomoucký a Zlínský kraj)           | 49,92 %         | 294 hlasů       | 50,08 %          | 295 hlasů        | 589 hlasů   |
| 3. týden, 14. května – 19. května | „Jih“ (Vysočina a Jihočeský kraj)            | 65,55 %         | 409 hlasů       | 34,45 %          | 215 hlasů        | 624 hlasů   |
| 4. týden, 21. května – 26. května | „Západ“ (Plzeňský kraj a Karlovarský kraj)   | 74,42 %         | 416 hlasů       | 25,58 %          | 143 hlasů        | 559 hlasů   |
| 5. týden, 28. května – 2. června  | „Sever“ (Ústecký a Liberecký kraj)           | 80,94 %         | 722 hlasů       | 19,06 %          | 170 hlasů        | 892 hlasů   |
| 6. týden, 4. června – 9. června   | Moravskoslezský kraj                         | 20,37 %         | 229 hlasů       | 79,63 %          | 895 hlasů        | 1 124 hlasů |
| 7. týden, 11. června – 16. června | Středočeský kraj                             | 71,67 %         | 425 hlasů       | 28,33 %          | 168 hlasů        | 593 hlasů   |
| 8. týden, 18. června – 23. června | Praha                                        | 75,00 %         | 543 hlasů       | 25,00 %          | 181 hlasů        | 724 hlasů   |
| 9. týden, 25. června – 28. června | Jihomoravský kraj                            | 59,49 %         | 329 hlasů       | 40,51 %          | 224 hlasů        | 553 hlasů   |